# Variável irregular lenta
Uma variável irregular lenta (tipos L, LB e LC no GCVS) é uma estrela variável cujo brilho varia lentamente sem período de variabilidade, ou com um período muito mal definido que aparece apenas ocasionalmente. Algumas estrelas recebem essa classificação por serem pouco estudadas, e com mais estudos poderiam ser reclassificadas para outras categorias como variáveis semirregulares.

## Nomenclatura
Estrelas variáveis irregulares receberam primeiramente acrônimos baseados na letra "I": Ia, Ib e Ic. Mais tarde o sistema de classificação foi refinado e os códigos I passaram a ser usados para estrelas variáveis irregulares associadas a nebulosidade ou variabilidade rápida como as variáveis Orion ou as T Tauri. As demais variáveis irregulares, gigantes e supergigantes frias de variabilidade lenta de tipo Ib ou Ic, receberam as designações Lb e Lc. Quando o General Catalogue of Variable Stars padronizou os acrônimos para serem todos em letras maiúsculas, os códigos LB e LC foram usados.

### Tipo Lb
Estrelas dessa classe são definidas como variáveis irregulares lentas de tipos espectrais frios (K, M, C, S), todas gigantes. A estrela CO Cygni é dada como um exemplo representativo.
O GCVS também atribui esse tipo a variáveis irregulares lentas de coloração vermelha que não possuem uma luminosidade ou tipo espectral conhecido. No entanto, o catálogo também usa o tipo de variabilidade L para outros casos semelhantes.

### Tipo Lc
Estrelas dessa classe são definidas como supergigantes variáveis irregulares lentas de tipos espectrais frios, tendo variações de brilho com amplitude de cerca de 1 magnitude em V. A supergigante TZ Cassiopeiae é dada como um exemplo representativo.

## Exemplos brilhantes
Exceto quando indicado, as magnitudes são na banda V. No GCVS, estrelas variáveis incertas recebem o símbolo : após o tipo de variabilidade. Assim, estrelas classificadas como variáveis Lb ou Lc com alto nível de incerteza recebem os códigos "LB:" e "LC:".
| Nome                   | Constelação | Magnitude aparente (máximo) | Magnitude aparente (mínimo) | Tipo espectral | Subtipo |
| ---------------------- | ----------- | --------------------------- | --------------------------- | -------------- | ------- |
| Epsilon Pegasi         | Pegasus     | 0,70                        | 3,50                        | K2Ib           | Lc      |
| Aldebaran              | Taurus      | 0,75                        | 0,95                        | K5III          | Lb:     |
| Antares                | Scorpius    | 0,88                        | 1,16                        | M1.5Iab-Ib     | Lc      |
| Beta Gruis             | Grus        | 2,00                        | 2,30                        | M3-5II-III     | Lc:     |
| Lambda Velorum         | Vela        | 2,14                        | 2,30                        | K4Ib-IIa       | Lc      |
| Beta Pegasi            | Pegasus     | 2,31                        | 2,74                        | M2.5II-IIIe    | Lb      |
| Alpha Ceti             | Cetus       | 2,45                        | 2,54                        | M2III          | Lb:     |
| Mu Geminorum           | Gemini      | 2,75                        | 3,02                        | M3.0IIIab      | Lb      |
| Gamma Eridani          | Eridanus    | 2,88                        | 2,96                        | M0III          | Lb:     |
| Eta Sagittarii         | Sagittarius | 3,05                        | 3,12                        | M3.5III        | Lb:     |
| V337 Carinae           | Carina      | 3,17                        | 3,44                        | K3II           | Lc:     |
| Gamma Phoenicis        | Phoenix     | 3,39                        | 3,49                        | M0IIIa         | Lb:     |
| GZ Velorum             | Vela        | 3,43 (R)                    | 3,81 (R)                    | K3II           | Lc      |
| Sigma Canis Majoris    | Canis Major | 3,54 (Hp)                   | 3,64 (Hp)                   | K4III          | Lb      |
| Lambda Aquarii         | Aquarius    | 3,57                        | 3,80                        | M2.5IIIa       | Lb      |
| Tau4 Eridani           | Eridanus    | 3,57                        | 3,72                        | M3III          | Lb      |
| Delta Sagittae         | Sagitta     | 3,75                        | 3,83                        | M2.5II-III+B9V | Lb:     |
| Omicron1 Canis Majoris | Canis Major | 3,94 (Hp)                   | 4,20 (Hp)                   | K3Iab          | Lc      |
| Delta2 Gruis           | Grus        | 3,99                        | 4,20                        | M4.5IIIa       | Lb:     |

## Outras variáveis irregulares
Existem outros tipos de estrelas variáveis que não possuem períodos de variabilidade claros, que podem ser chamadas de variáveis irregulares:
- Variáveis γ Cas, estrelas em concha eruptivas;
- Variáveis Órion, estrelas da pré-sequência principal incluindo estrelas T Tauri e estrelas YY Orionis;
- Variáveis irregulares rápida, possivelmente similares a variáveis Órion;
- Estrelas variáveis irregulares mal conhecidas, de tipo desconhecido.

Além dessas, vários tipos de estrelas eruptivas ou variáveis cataclísmicas são imprevisíveis.